# Anton Schachenhofer
Anton Schachenhofer (* 1962 in Wien) ist ein österreichischer Kontrabassist.
Anton Schachenhofer studierte bereits im Alter von 15 Kontrabass an der Hochschule für Musik und Darstellende Kunst bei Prof. Ludwig Streicher in Wien. Mit 19 Jahren gewann er Probespiele für das RSO-Wien und für das Bruckner Orchester Linz. Er nahm die Stelle im Bruckner-Orchester Linz als Stimmführerstellvertreter und ist seit 1988 Stimmführer der Kontrabassgruppe.
Anton Schachenhofer wirkte seit 1982 als Solist mit traditioneller und zeitgenössischer Kontrabassliteratur. Aufführungen bekannter und neuer Kammermusikwerke bereichern sein Repertoire. Er widmet sich seit über dreizehn Jahren der Jugendorchesterarbeit.
Anton Schachenhofer leitet seit 1986 die Kontrabassklasse an der Anton Bruckner Privatuniversität. Er unterrichtet außerdem bei Meisterkursen für Kontrabass mit Vorbereitung der Studenten auf das Probespiel und ist Jurymitglied bei internationalen Kontrabasswettbewerben, u. a. bei der „Altensteiger Sommermusik“ und für das „Cyprus Youth Symphony Orchestra“.